# Іберійські хвойні ліси
Іберійські хвойні ліси — екорегіон середземноморських лісів та чагарників на південному заході Європи.
Включає гірські ліси південної та центральної Іспанії.
Екорегіон має гірський середземноморський клімат. В середньому щорічно випадає 1100 мм опадів, а в деяких висотних районах може перевищувати 1500 мм.
Температура нижче нуля та сніг є звичайними явищами взимку.

## Географія
Екорегіон охоплює більші висоти у кількох роз'єднаних хребтах на півдні та у центрі Іспанії.
Сьєрра-Невада розташована в Андалусії, з видом на Середземне море. Сьєрра-де-База лежить до північного сходу.
Сьєрра-де-Кастріль лежить на північний схід від Сьєрра-де-Бази, між андалузькими та іберійськими горами.
Екорегіон охоплює південні хребти Іберійських гір, має у своєму складі Сьєрра-де-Гудар, Сьєрра-де-Альбаррасін та Сьєрра-де-Хаваламбре.
Також включає Сьєрра-де-Гвадаррама, східну частину Центральної Системи.

## Флора
Характерною рослинною спільнотою є соснові ліси, де переважають Pinus nigra salzmannii, Pinus sylvestris і Pinus pinaster.
Мішані ліси з сосен та широколистяних дерев ростуть на середніх та нижчих висотах у районах з глибшими ґрунтами та підвищеною вологістю.
До широколистяних дерев належать Quercus faginea, Quercus pyrenaica, Ulmus glabra, Fraxinus angustifolia, Tilia, Sorbus та Acer, Taxus baccata, Tilia platyphyllos і Populus tremula ростуть у захищених каньйонах з цілорічним зволоженням

Quercus ilex ростуть на сухих схилах, що виходять на південь, на низьких і середніх висотах.

## Фауна
Поширені Cervus elaphus hispanicus та Capreolus capreolus
.
Capra pyrenaica victoriae, було знову інтродуковано до Національного парку Сьєрра-де-Гуадаррама в 1991 році з гір Гредос на заході, і з тих пір їх поголів'я зросло.

Canis lupus signatus зустрічається на півночі.
Розріджена південна популяція в Сьєрра-Морена зменшилася чисельністю і схрещувалася з собаками, і тепер може вимерти

## Заповідні території
952 км², або 35 %, екорегіону знаходиться у заповідних зонах.

Заповідні території: 
- Національний парк Сьєрра-Невада[en],
- Природний парк Серранія-де-Куенка[es],
- Сьєррас-де-Касорла, Сегура-і-Лас-Вільяс[en]
- Національний парк Сьєрра-де-Гвадаррама.